# Ondo
Ondo – stan w południowo-zachodniej części Nigerii.
Ondo leży nad Zatoką Gwinejską i sąsiaduje ze stanami Delta, Edo, Kogi, Ekiti, Osun i Ogun. Jego stolicą jest Akure. Powstał w 1976. W 1996 oddzielono od niego dzisiejszy stan Ekiti. Liczy około 2,2 miliona mieszkańców (1991), głównie członków ludu Joruba.
Ludność stanu zajmuje się rybołówstwem oraz uprawą nerkowca, kakaowca, kauczukowca, kukurydzy, taro, manioku, ryżu, fasoli. W stanie rozwinął się przemysł szklarski, elektroniczny, metalowy, spożywczy oraz drzewny.

## Podział administracyjny
Stan składa się z 18 lokalnych obszarów administracyjnych:
| - Akoko North-East - Akoko North-West - Akoko South-East - Akoko South-West - Akure North - Akure South | - Ese Odo - Idanre - Ifedore - Ilaje - Ile Oluji/Okeigbo - Irele | - Odigbo - Okitipupa - Ondo East - Ondo West - Ose - Owo |